# Юстиниан (патриарх Румынский)
Патриа́рх Юстиниа́н (рум. Patriarhul Justinian, в миру Йоан Марина, рум. Ioan Marina; 2 февраля 1901, Суешты, жудец Вылча — 26 марта 1977, Бухарест) — епископ Румынской православной церкви, Патриарх Румынский.

## Биография
Родился 22 февраля 1901 года в селе Суешти бывшей Коммуны Чермегешти (жудец Вылча) в семье земледельцев. Он происходил из семьи с священническими традициями, среди предков были священники. По настоянию матери, которая привила ему христианскую веру, Иоанн Марина поступил в 1915 году в Духовную семинарию святого Николая в Рымнику-Вылча, который он окончил в 1923 году, получив в том же году диплом учителя после экзамена, проведенного в нормальной школе в этом городе.
Он начинает свою работу 1 сентября 1923 года в качестве учителя в начальной школе в деревне Олтянка, жудец Вылча. Через год, 1 сентября 1924 года, его переводят, также как учителя, в начальную школу коммуны (ныне город) Бэбени, жудец Вылча. Затем 14 октября 1924 года он женился на Лукреции Попеску, дочери священника Павла Попеску из коммуны Бралошица, жудец Долж, после чего стал священником в Бэбени.
В 1925 году он поступил на факультет теологии в Бухаресте, получив степень бакалавра богословия в 1929 году. В следующем году он уходит из начального образования и полностью посвящает себя служению алтарю. Отмечая, что молодой священник Иоанн Марина обладает способностями, выходящими за рамки деятельности деревенского священника, епископ Рымникский Варфоломей (Стэнеску) приблизил его к себе и назначил 1 ноября 1932 года директором духовной семинарии святого Николая в Рымнику-Вылча. В тот же день он был назначен клириком в кафедрального собора.
1 сентября 1933 года он был переведен по его просьбе священником в приход святого Георгия в Рымнику-Вылча, который освободился. В 1935 году он также был назначен исповедником скаутов Рымнику-Вылча, а с 1936 года — катехизатором допризывников города. 18 ноября 1935 года в возрасте 27 лет скончалась его жена. Оставшись вдовцом в возрасте 34 лет, он больше не женится, в одиночку воспитывая двоих детей, Сильвию и Овидиу.
25 августа 1939 года священник Иоанн Марина был переведен из руководства семинарией в управление епархиальной типографией. Всего за восемь месяцев ему удалось выплатить все долги поставщикам прошлых лет и восстановить доверие рынка печати к епархиальной типографии. Весной 1940 года он передал типографию, не обремененную никакими долгами, новообразованной Крайовской митрополии. Он отказывается ехать в Крайову, огорченный роспуском Рымникской епархии 7 ноября 1939 года.
В знак признания его заслуг, совершённых за двадцать лет священства, епархиальные власти удостоили его всех церковных чинов (сакелария, иконома и ставрофора-иконома с правом ношения красного пояса), параллельно избрав его членом в Центральном совете Генеральной ассоциации румынского духовенства. Министерство культов по предложению Крайовской митрополии наградило его культурными заслугами первого класса для Церкви (Meritul cultural clasa I pentru Biserică).
12 августа 1945 году был хиротонисан во епископа Васлуйского, викария митрополита Молдавии и Сучавы и весной 1947 году назначен митрополитом этой епархии.
24 мая 1948 года избран Патриархом всей Румынии. 6 июня 1948 года был настолован.
В период его 29-летнего патриаршества произошло много событий и перемен, которые укрепили престиж Румынской православной церкви, даже в контексте коммунистического режима. Сам Юстиниан получил прозвище «красного патриарха». Так, в его работе под названием Apostolat Social, посвящённой проблематике коммунизма и церкви, он доказывал, что социализм — неотъемлемая часть христианства.
В 1948 году было реорганизовано богословское образование, так что до 1989 года в Румынии действовало два богословских института, в Бухаресте и Сибиу, и 6 семинарий.
В 1950 году, Священный Синод впервые принял решение о канонизации ряда румынских иерархов, монахов и верующих.
При Юстиниане церковь оказала большую помощь в кампании по борьбе с неграмотностью в стране, заставив даже настоятелей монастырей заняться общественно полезной деятельностью, каковой и стала в это время просветительская.
Патриарх Юстиниан скончался 26 марта 1977 года, в возрасте 76 лет. Похоронен в стене монастыря Раду-Водэ.